# Kim Jung-hwan
Kim Jung-hwan (Seul, 2 settembre 1983) è uno schermidore sudcoreano, specializzato nella sciabola.
Il 18 dicembre 2018 ha annunciato il suo ritiro dalla scherma , per poi ripensarci.

## Palmarès
- Giochi olimpici

Londra 2012: oro nella sciabola a squadre.
Rio de Janeiro 2016: bronzo nella sciabola individuale.
Tokyo 2020: bronzo nella sciabola individuale e oro nella sciabola a squadre
- Mondiali

Budapest 2013: bronzo nella sciabola a squadre.
Kazan 2014: argento nella sciabola a squadre.
Lipsia 2017: oro nella sciabola a squadre.
Wuxi 2018: oro nella sciabola individuale e nella sciabola a squadre.
Il Cairo 2022: oro nella sciabola a squadre.
- Giochi asiatici

Canton 2010: argento nella sciabola a squadre.
Incheon 2014: oro nella sciabola individuale e argento nella sciabola a squadre.
- Campionati asiatici

Nantong 2007: argento nella sciabola a squadre e bronzo nella sciabola individuale.
Doha 2009: oro nella sciabola individuale e bronzo nella sciabola a squadre.
Seul 2010: argento nella sciabola a squadre.
Seul 2011: oro nella sciabola a squadre.
Wakayama 2012: argento nella sciabola a squadre e bronzo nella sciabola individuale.
Shanghai 2013: oro nella sciabola a squadre e bronzo nella sciabola individuale.
Suwon City 2014: oro nella sciabola a squadre.
Singapore 2015: oro nella sciabola a squadre e nella sciabola individuale.
Wuxi 2016: oro nella sciabola individuale e nella sciabola a squadre.
Hong Kong 2017: oro nella sciabola a squadre.
Bangkok 2018: bronzo nella sciabola individuale e nella sciabola gara a squadre
- Universiade

Bangkok 2007: argento nella sciabola a squadre e bronzo nella sciabola individuale.